# 遂昌站
遂昌站位于浙江省丽水市遂昌县妙高街道源坪村，距离县城6公里，是衢宁铁路上的车站。车站由上海局集团金华车务段管辖，为办理客货运业务的中间站，于2020年9月27日启用并开办客运业务；2021年6月29日开办货运业务，办理整车货物到发。

## 车站结构
遂昌站站房面积3992平方米，外立面以汉字“昌”为设计意向，采用中式传统建筑体现遂昌当地文化。车站候车室可容纳500名旅客。

### 站场
遂昌站规模2台5线（含预留），站房和各站台间设有进出站地道连接站台；货场位于线路北侧。